# Neolamprologus gracilis
Neolamprologus gracilis är en fiskart som först beskrevs av Brichard, 1989.  Neolamprologus gracilis ingår i släktet Neolamprologus och familjen Cichlidae. IUCN kategoriserar arten globalt som livskraftig. Inga underarter finns listade i Catalogue of Life.